# 圣牛
在印度、尼泊尔印度教盛行的地区，人们视瘤牛为圣牛，不食其肉，城市中的圣牛可随意在街道上活动，在繁忙的街道经常因圣牛的活动影响交通运行。圣牛的原型为印度教三主神之一的湿婆神的坐骑南迪(或难提，梵语转写Nandin)。